# Dobravec
Dobravec je priimek v Sloveniji, ki ga je po podatkih Statističnega urada Republike Slovenije na dan 1. januarja 2010 uporabljalo 369 oseb in je med vsemi priimki po pogostosti uporabe uvrščen na 986. mesto.

## Znani nosilci priimka
- Alojz Dobravec (1811—1871), novinar, diplomat in publicist
- Elena Dobravec, operna pevka mezzosopranistka
- Jurij Dobravec (*1965), biolog, naravovarstvenik in orglavec
- Lojze Dobravec (*1954), salezijanec
- Marko Dobravec, kirurg
- Mira Dobravec (*1949), novinarka in urednica
- Majda Dobravec Lajovic (1931—2020), arhitektka, oblikovalka
- Tjaša Dobravec, plesalka ob drogu, akrobatka?